# Dasynemoides pselionemoides
Dasynemoides pselionemoides is een rondwormensoort uit de familie van de Ceramonematidae.